# Adolf Slaby
Adolf Karl Heinrich Slaby (né le 18 avril 1849 à Berlin; † 6 avril 1913 à Charlottenbourg) est un radiotechnicien allemand. Il est le fondateur de la société Telefunken.
Slaby a inauguré en 1886 la première chaire d'électrotechnique de l'École technique royale de Charlottenbourg. Une dizaine d'années plus tard, fasciné par les recherches de Marconi en radiotélégraphie, il améliora les techniques de transmission sans-fil et les rendit accessibles au grand public. Par ses relations personnelles avec l'empereur Guillaume II et ses conférences publiques, il contribua à la promotion sociale des ingénieurs et à la diffusion des techniques dans la société allemande.

## Biographie

### Ses débuts
Adolf Slaby est le fils d'un modeste relieur, mais dès le lycée professionnel, il manifeste un talent particulier pour les mathématiques et la physique. Il s'inscrit à l'Ecole professionnelle de Berlin, précurseur de l'Institut Technique de Charlottenbourg, pour étudier le génie mécanique et les mathématiques appliquées avec Franz Reuleaux. Simultanément, il donne des cours particuliers au fabricant Louis Schwartzkopff (de), qui en retour l'initie aux problèmes pratique de la fabrication mécanique. Faute de pouvoir obtenir un véritable diplôme d'ingénieur avec l'école professionnelle, Slaby s'inscrit ensuite à l'université d'Iéna, où il obtient le titre de docteur ès sciences avec une thèse d'orientation mathématique.

### Professeur d'électrotechnique
Finalement il ouvrit un cours de Mathématiques appliquées et de Mécanique à l’École industrielle de Potsdam, où il menait diverses expériences sur des moteurs à air chaud et à essence. Il y élabora une Théorie des machines à essence qui a contribué au développement du moteur Otto.
Berlin était alors le foyer des recherches en électrotechnique, grâce au rayonnement de Werner Siemens. Ce dernier forma personnellement Slaby au génie électrique, lui permettant de passer sa thèse d'habilitation à Berlin en 1876 et de faire connaître le applications du génie électrique : générateurs, télégraphes et moteurs, à l’École technique de Charlottenbourg. En 1883, il prit en effet la direction de la première chaire d'électrotechnique de cet établissement, où ses conférences attiraient de plus en plus d'étudiants. Slaby s'aperçut qu'il était indispensable, en cette matière, de faire marcher de front expérimentation et cours théoriques, démarche qui lui assura en retour un appui de l'industrie berlinoise. En 1884, il créa avec un de ses collègues Hermann Wilhelm Vogel un Laboratoire d'électrotechnique, faisant de Berlin le premier centre de recherche allemand en électrotechnique.
En 1895 Adolf Slaby fut élu membre de l'Académie Léopoldine. Il était marié avec Julie Beringer (née le 6 avril 1857, morte le 16 août 1922), fille de l'industriel berlinois August Beringer (de). Tous deux sont enterrés dans le Luisenfriedhof II de Berlin-Charlottenbourg. Leur fils est l'ingénieur et industriel Rudolf Slaby (1887–1953), fondateur des automobiles Slaby-Beringer (de) à Berlin.

### Le moteur à explosion
Outre ses travaux dans le domaine de l'électrotechnique, Slaby s'est consacré au développement des moteurs à explosion : dans le nouveau laboratoire d'électricité, il avait d'ailleurs demandé qu'on aménage un banc d'essai pour ces moteurs. Les expériences  systématiques et les calculs qu'il a produits sur ces machines ont fait évoluer la thermodynamique encore balbutiante des moteurs à explosion. La mise en forme de ses recherches a enrichi l'enseignement de la thermodynamique de raisonnements et d'exercices nouveaux.

### Pionnier de la radio en Allemagne

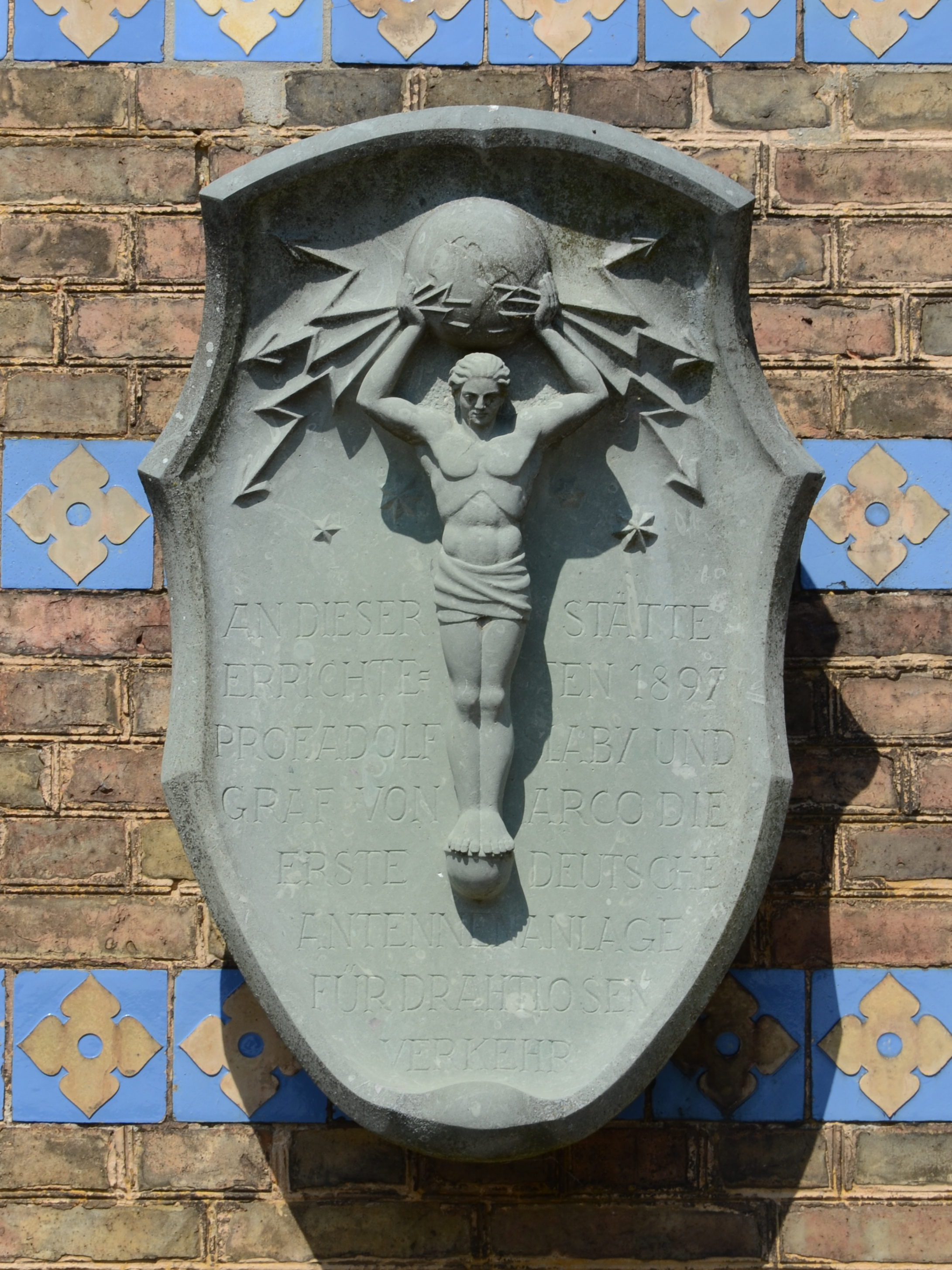
Atlas portant une Terre reliée par la radio : frontispice du clocher de l'église du Port de Sacrow à Potsdam.

Grâce à ses relations avec le Chef de l'administration britannique des télégraphes, Preece, Slaby obtint en 1897 d'assister aux essais de TSF de Marconi à travers le canal de Bristol. Il réalisa d'emblée la portée de l'invention de Marconi, répéta aussitôt l'expérience à Berlin, fit l'essai de distances plus importantes et tâcha d'analyser les facteurs conditionnant la qualité de la transmission radio. Les autorités militaires et l'empereur lui-même marquèrent le plus grand intérêt pour ces essais, menés d'abord à l'université technique de Berlin, puis à Potsdam entre le clocher de l'église Saint-Sauveur du Port de Sacrow et l'embarcadère de Kongsnæs, distante de 1 600 m. Le 7 octobre 1897, Slaby battait un record de distance avec une transmission sans-fil réussie entre Schöneberg et Rangsdorf, soit une distance de 21 km ; l'été suivant, l'émission portait à plus de 60 km entre Berlin et Jüterbog. L'amélioration décisive fut d'utiliser, comme l'avait suggéré Ferdinand Braun, deux circuits distincts pour la bobine de Ruhmkorff et l'antenne émettrice (Marconi câblait encore les deux composants dans son télégraphe), et de les coupler par induction,.

### La fondation de Telefunken
De grandes entreprises étaient derrière le financement des recherches techniques de transmission radio et de radiotéléphonie : Slaby était financé par AEG, Marconi par Wireless Telegraph Co. et Ferdinand Braun par Siemens & Halske (S & H) ; mais cela impliquait qu'un message émis par un émetteur Slaby ne pouvait être décodé par un récepteur Marconi en raison des clauses d'exclusivité contractuelles. Cette situation devenant intenable pour le développement international de la radio; S & H et AEG décidèrent de fédérer leurs efforts en 1903 en créant la co-entreprise Gesellschaft für drahtlose Telegraphie m.b.H., System Telefunken. Slaby confia la direction de l'usine à son assistant, le comte George von Arco.

### Engagement en faveur des écoles d'ingénieur
Devenu à la fois président de l'association des ingénieurs allemands (de) (VDI) et, en tant que fondateur, premier président de l'Association pour l’électrotechnique (VDE), il pouvait obtenir directement audience auprès de Guillaume II. Il donna des conférences sur le progrès technique dans le palais de Berlin, et l'empereur d'Allemagne assistait à ses démonstrations d'appareils électriques à l'université technique de Berlin. Il s'y fit l'écho de la proposition d'Aloïs Riedler en faveur de la promotion sociale des ingénieurs et de l'octroi aux écoles d'ingénieurs des mêmes prérogatives que les universités scientifiques en matière de diplômes, ce que Guillaume II approuva en 1899. De 1894 à 1895, Adolf Slaby exerça la charge de recteur de l'université technique de Berlin, et devint en 1898 le premier universitaire de l'enseignement technique à siéger à vie à la Chambre des seigneurs de Prusse.

## Postérité
- Décoré de la médaille Grashof de l'Association des ingénieurs allemands en 1902.